# Volkstuin

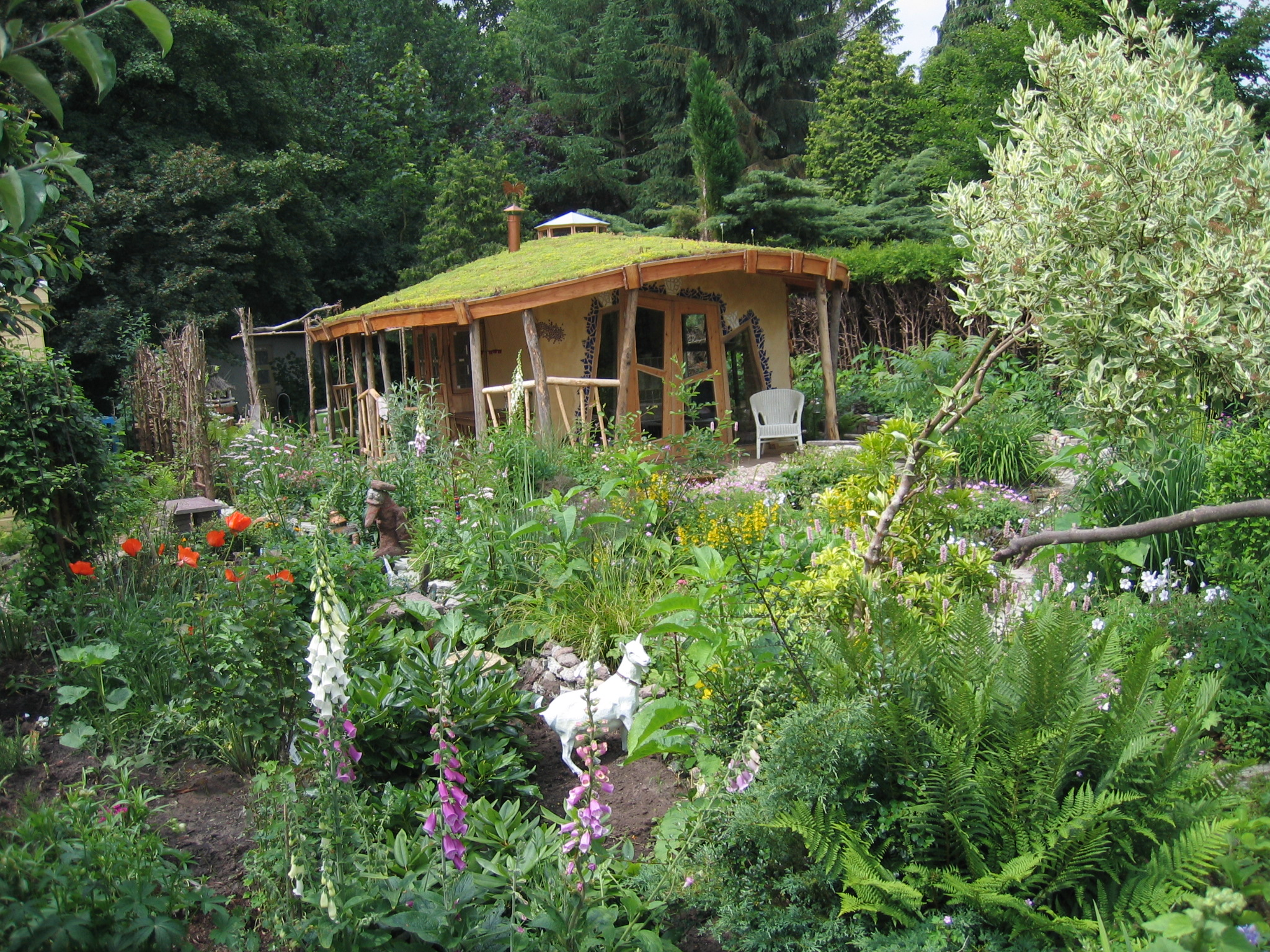
Siertuin met tuinhuis (met groen dak) op tuinpark Tuinwijck in Groningen

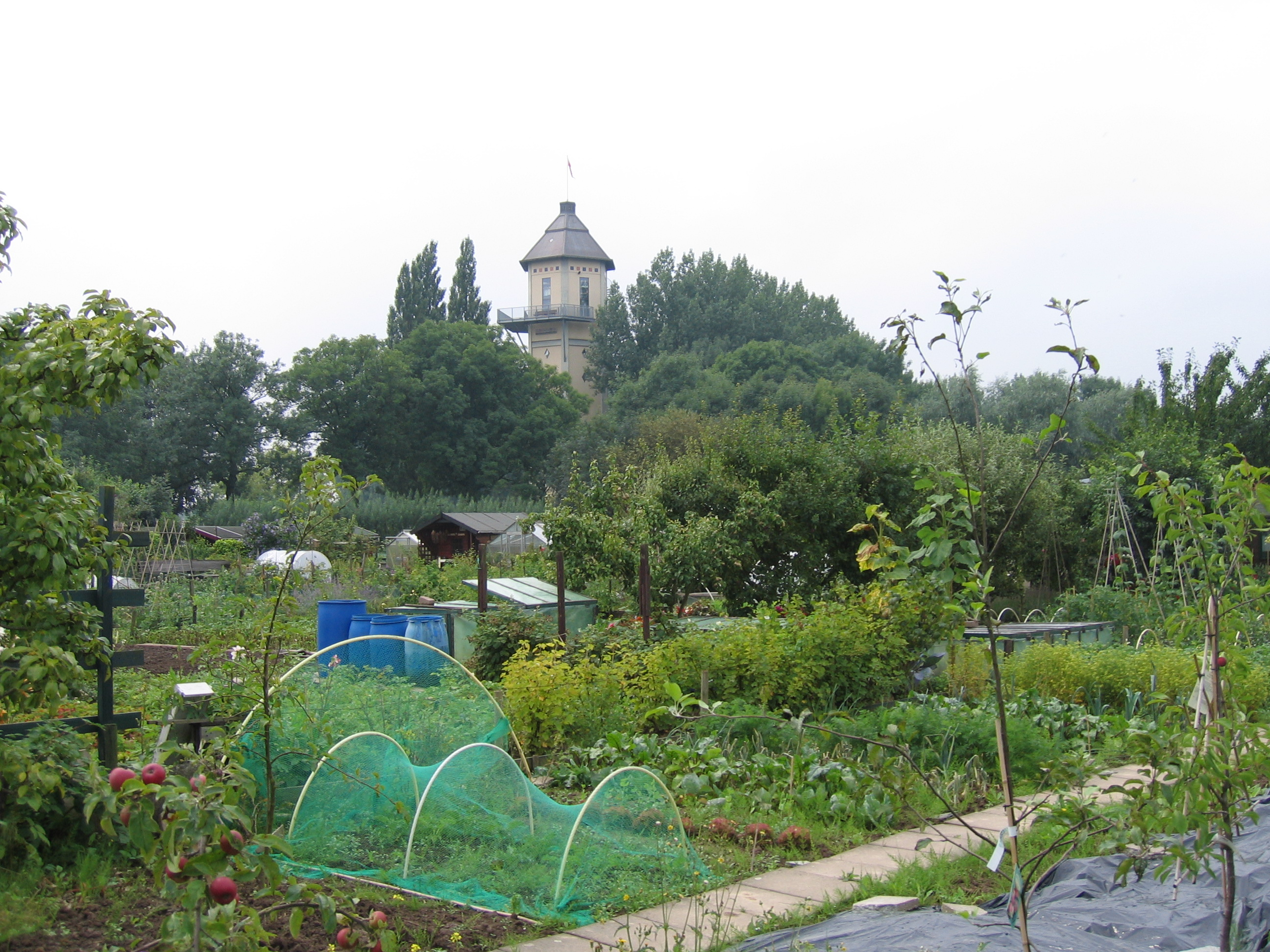
Moestuinpark Stadspolder in Dordrecht

Een volkstuin is een particuliere tuin die niet bij de eigen woning ligt. Volkstuinen zijn er in vele soorten en maten: van traditionele moestuinen waar groente en eventueel fruit en kruiden op verbouwd worden, tot siertuinen met bloemen, heesters, een gazon, een vijver en zelfs bomen. Soms hebben siertuinen een thema, bijvoorbeeld een Engelse landschapstuin, een rotstuin, een natuurvriendelijke tuin of een Japanse tuin. Daarnaast kent de volkstuin allerlei tussenvormen waarin nutsgewassen en siergewassen door elkaar worden geteeld.
Afhankelijk van de gemeentelijke bouwvoorschriften, mogen er opstallen op de tuin staan: een platte bak, een kas, een schuurtje of een tuinhuis. In sommige tuinhuizen mag gedurende de zomerperiode (april–oktober) overnacht worden, dat wordt dan door de gemeente in een vergunning geregeld.

## Het tuinpark
Volkstuinen liggen zelden solitair, maar meestal met enkele tientallen of honderden verzameld in een volkstuincomplex of volkstuinpark. De volkstuinders vormen dan vaak een tuinvereniging. De volkstuinders in een vereniging beheren en onderhouden behalve hun eigen tuin ook het algemeen groen van het tuinpark: de paden, singels, grasvelden, bermen, sloten, parkeerterrein enzovoorts. De tuinvereniging heeft ook vaak gemeenschappelijke gebouwen. In de tuinvereniging gelden regels en afspraken die zijn vastgelegd in statuten en reglementen.

## Geschiedenis

### Nederland en België
In verschillende bronnen wordt de coelghearde ("kooltuin") gezien als de voorloper van de volkstuin, omdat deze tuinen in de Middeleeuwen door de bevolking werden onderhouden en niet door de adel. Steden verpachtten hiervoor grond buiten de stadsgrenzen en weldoeners stelden land beschikbaar op het platteland aan landarbeiders. Vanaf de industriële revolutie werden er ook stukjes grond beschikbaar voor industriearbeiders. Deze tuinen kunnen beschouwd worden als tuinen van charitatieve aard. In de zeventiende eeuw ontstonden in Rotterdam de zogenaamde ‘laanorganisaties’, waarbij aan lanen buiten de stad particuliere tuinen lagen. Naast groenten werden er in deze tuinen waarschijnlijk ook siergewassen verbouwd. In dezelfde tijd kwamen ook in Leiden de eerste recreatieve tuinen op, de voorlopers van de ‘speelthuynen’. Deze lusthoven van de gegoede burgerij waren volledige siertuinen en bedoeld ter ontspanning. In 1838 verhuurt voor het eerst een organisatie volkstuinen, dat gebeurde in Franeker door de Maatschappij tot Nut van 't Algemeen. In België worden de eerste volkstuinen in 1861 door Pieter Bortier in Gistel aangelegd. De bekendste organisatie die in België volkstuinen oprichtte was het Werk van den Akker en den Haard, later in Vlaanderen omgevormd tot De Vlaamse Volkstuin. Nu heet deze vereniging Tuinhier. Met het opkomen van de arbeidende klasse in de loop van de 19e eeuw verschijnen volkstuincomplexen in de Nederlandse steden. De gemeenten zijn de grondverhuurder. Rond de Eerste Wereldoorlog richten de volkstuinders vanuit emancipatiestreven de eerste tuinverenigingen op. Reeds toen moesten volkstuinders opkomen voor hun belangen omdat ook in die tijd al het risico groot was dat ze uitgeplaatst of wegbestemd zouden worden. In 1928 stichten volkstuinverenigingen het Algemeen Verbond van Volkstuindersverenigingen in Nederland,  tegenwoordig AVVN samen natuurlijk tuinieren genaamd. Een landelijke organisatie was nodig om politieke besluitvormingsproces betreffende volkstuinders te kunnen beïnvloeden.
Tot in de jaren 50 bleven de meeste volkstuinen echte moestuinen. In de loop van dat decennium verdween de economische functie van de volkstuin en kwam langzamerhand de siertuin op. Volkstuinieren is nu een vorm van openluchtrecreatie, of dat nu spitten, snoeien, planten of oogsten is, of uitrusten en genieten na gedane arbeid.

### Victory garden
Victory gardens of 'oorlogstuinen' waren groente-, fruit- en kruidentuinen die werden geplant in tuinen van particuliere woningen en openbare parken in de Verenigde Staten, het Verenigd Koninkrijk, Canada en Australië tijdens de Eerste Wereldoorlog en de Tweede Wereldoorlog. In combinatie met de geldende rantsoenering verminderden deze volkstuinen de druk op de openbare voedselvoorziening, en hielpen dus indirect de oorlogsinspanningen. Bovendien werden deze tuinen ook beschouwd als een stimulans voor het moreel van de burgerbevolking. Hierdoor werden de 'victory gardens' een deel van het dagelijks leven aan het thuisfront.
Tijdens en na de Tweede Wereldoorlog leverden de volkstuinen in vele landen een welkome bijdrage aan de voedselvoorziening.

### Elders in de wereld
Verschillende westerse landen hebben een eigen ontstaansgeschiedenis van de volkstuinbeweging. Zo verwijst men in Groot-Brittannië naar de Guinea-gardens en de (urban) allotment gardens uit de 18e eeuw. Frankrijk en België lagen rond de jaren 1890-1900 aan de basis van de (later internationale) Ligue du Coin de Terre. Duitsland kent onder meer zijn Schrebergarten, genoemd naar de arts Moritz Schreber (1808–1861). In de Verenigde Staten ontstond in de jaren 1970-1979 community gardening.

## Tegenwoordig
Volkstuinparken liggen door het hele land, vooral in of aan de rand van steden. Door de verdichting van de Vlaamse dorpskernen, groeit ook daar de behoefte aan kleine volkstuininitiatieven. Naast de tientallen klassieke volkstuinen, kennen ook andere vormen meer en meer opgang. Zeker in de stad. Daarnaast liggen er ook verschillende andere volkstuincomplexen ‘toevallig’ in de buurt van de spoorweg. Volkstuinparken worden geregeld door stedelijke herstructurering bedreigd. De gedachte daarachter is dat de grond meer opbrengt als daar woningbouw of bedrijvenvestiging op plaatsvindt. Volkstuinders doen er dan ook alles aan om hun vereniging te behouden. Ze maken duidelijk dat ze een voor mens en maatschappij waardevol groengebied beheren en nemen het initiatief om hun tuinpark een meerwaarde voor de stadsbewoners te geven. De volkstuinparken zijn vaak tussen zonsopgang en zonsondergang openbaar toegankelijk. Veel volkstuinverenigingen nodigen wijkbewoners actief uit om mee te delen in hun voorzieningen en activiteiten zoals een tuinmarkt en een plantenbeurs, voorbeeldtuinen, jeugdtuinen, een wandelroute, een natuurleerpad of zelfs een kinderboerderij. Door natuurlijk tuinieren dragen de volkstuinders er toe bij dat hun tuinen – maar ook het algemeen groen op het tuinpark – een oase vormen voor bedreigde dier- en plantensoorten. 

### Nederland
Nederland telde in 2017 3.608 hectare aan volkstuinen, in 2006 was dat nog 3.906 hectare en in 1996 nog eens ruim 200 hectare meer.

### België
In Vlaanderen zijn verschillende verenigingen actief bezig met volkstuinparken. De grootste is Tuinhier vzw met 210 afdelingen en meer dan 21.000 leden. Daarnaast is er Velt vzw. Zij spreken over samentuinen. Tot slot is er Landelijke Gilden. Zij beheren uitsluitend volkstuintjes in landelijk gebied.
In Wallonië bestaan een reeks lokale en provinciale initiatieven onder de koepel Fédération royale des sociétés horticoles de la communauté française

### Internationaal
Volkstuinieren is niet alleen voorbehouden aan Nederland of België, maar is een internationaal fenomeen. Zo kent Europa de internationale volkstuinkoepel Office International du Coin de Terre et des Jardins Familiaux met meer dan 3 miljoen aangesloten volkstuinders in 13 landen. Nederland was tot en met 2014 voorzitter van dit samenwerkingsverband en organiseerde in dat jaar in Utrecht een internationaal volkstuincongres met als thema Focus op Volkstuinen. Rode draad was de natuurlijke en maatschappelijke meerwaarde van volkstuinparken voor de omgeving.
Het concept 'volkstuin' wordt echter divers ingevuld. In Frankrijk, het Verenigd Koninkrijk, België en Luxemburg zijn dit vooral kleinere moestuinen waarop meestal geen overnachting mogelijk is. In de Scandinavische landen zijn het eerder buitenverblijfjes met een siertuin, die soms dicht aanleunen bij het concept volkshuisvesting. Nederland, Duitsland en Oostenrijk kennen dan eerder een mix.

## Toekomst: stadslandbouw
Een relatief nieuwe, of herontdekte vorm van landbouw in 21e-eeuwse stedelijke omgevingen is de stadslandbouw. In tegenstelling tot de volkstuin is in de stadslandbouw het uitgesproken verband met een individueel perceel losgelaten. Zo kweekt men door middel van moestuinbakken en kweektafels verse groenten, fruit en kruiden op daken en balkons in de stad of wordt door middel van verticaal tuinieren verse gewassen gekweekt op kleine ruimtes.